# Relativistična masa
Relativístična mása je količina, ki jo nekateri avtorji uvedejo pri obravnavi posebne teorije relativnosti, in je razširitev pojma mase, poznanega iz klasične mehanike.
Krajevni del četverca gibalne količine {\displaystyle {\vec {\mathbf {P} }}} je povezan s trirazsežno gibalno količino {\displaystyle {\vec {\mathbf {G} }}}:
{\displaystyle {\vec {\mathbf {P} }}=m\gamma {\vec {\mathbf {v} }}=\gamma {\vec {\mathbf {G} }}\!\,.}
Pri tem je m lastna masa, {\displaystyle \gamma } Lorentzev faktor, {\displaystyle {\vec {\mathbf {v} }}} pa trirazsežna  hitrost.
Alternativna pot je, da zahtevamo, da je krajevni del četverca gibalne količine določen z enako enačbo kot gibalna količina v trirazsežnem prostoru:
{\displaystyle {\vec {\mathbf {P} }}=m(v){\vec {\mathbf {v} }}\!\,.}
Pri tem je treba vpeljati »relativistično maso« delca, odvisno od njegove hitrosti:
{\displaystyle m(v)=\gamma m\!\,.}
Prednost te vpeljave je, da imajo nekatere – ne pa vse – enačbe posebne teorije relativnosti v tem primeru enako obliko kot enačbe v klasični mehaniki. Po drugi strani pa se tako vpeljana masa transformira kot časovna komponenta vektorja četverca, ne pa kot skalar. Matematično čistejša je vpeljava polne energije W:
{\displaystyle W=m(v)c_{0}^{2}\!\,.}
Pri tem je c0 hitrost svetlobe v praznem prostoru. Polna energija je z relativistično maso v enakem razmerju kot lastna energija z lastno maso; njena vpeljava zato prihrani potrebo po vpeljavi relativistične mase.